# Mario Guggenberger
Mario Guggenberger ist ein ehemaliger österreichischer Skeletonfahrer.
Mario Guggenberger war seit 1993 im Skeleton-Weltcup unterwegs. 1996 erreichte er in Igls als Sechster eine erste Top-Ten-Platzierung. Zwei Jahre später konnte er auf der Bahn sein einziges Weltcuprennen gewinnen. Bei Skeleton-Weltmeisterschaften war Guggenberger nicht sehr erfolgreich. 1998 belegte er in St. Moritz den 14. Rang, 1999 wurde er 20. In dem Jahr erreichte er sein bestes Ergebnis bei einer Österreichischen Staatsmeisterschaft; Guggenberger gewann Silber hinter Alexander Müller. 2000 beendete er seine internationale Karriere und wurde anschließend unter anderem Trainer von Matthias Guggenberger.